# 조지아 깁스
조지아 깁스(영어: Georgia Gibbs, 1918년 8월 17일 ~ 2006년 12월 9일)는 재즈에 뿌리를 둔 미국의 인기 가수이자 보컬 엔터테이너였다. 10대 초반에 이미 대중 앞에서 노래를 부른 깁스는 1950년대 중반에 흑인 리듬 앤 블루스 공동체에서 유래한 노래들을 모방하여 찬사와 악명을 얻었으며 후에 많은 라디오와 텔레비전 버라이어티와 코미디 프로그램의 피쳐링 보컬리스트가 되었다. 그녀의 주요 속성은 엄청난 다재다능함과 우울한 발라드부터 재즈와 로큰롤을 흔드는 업템포에 이르기까지 흔치 않은 스타일 범위였다.